# Elecciones legislativas de Uruguay de 1893
Las elecciones legislativas de 1893 fueron comicios para cambiar varias de las bancas de las cámaras de diputados y senadores en noviembre de ese año en Uruguay. Son recordados como uno de los peores ciclos electorales por el fraude masivo que se presentó.

## Partidos

### Partido Colorado
Fue el único partido en comparecer en las elecciones y tuvo una lucha interna muy fuerte entre los sectores colectivistas (sector oficialista) y batllistas (oposición liderada por José Batlle y Ordóñez).

### Partido Nacional
Se abstuvo ante la falta de garantías de conseguir bancas debido al sistema electoral fraudulento a favor de los colorados.

### Partido Constitucional
Se disolvió en ese año debido a las dificultades que el sistema electoral presentaba a los partidos menores, los líderes del partido aconsejaron a sus seguidores de volver a los partidos tradicionales.

## Fraude Electoral
Las elecciones fueron marcadas por una desorganización y un gran fraude electoral a favor del sector oficialista. Cabe destacar primero que nada que en esa época no votaba cualquiera, votaban los alfabetos y pudientes económicamente. Además, el voto no era secreto, por lo que nada impedía que te obligaran a votar por alguien que no deseabas.
Todos los sectores de oposición denunciaron el masivo fraude hecho en 18 de los 19 departamentos. Pero eso no impidió que el gobierno fuese "reelecto" en marzo del año siguiente con Juan Idiarte Borda.